# フォトニック集積回路
フォトニック集積回路（フォトニックしゅうせきかいろ、Photonic Integrated Circuit、PIC）は、多様なフォトニック機能を統合したデバイスであり、集積回路に近いものである。この2者の大きな違いは、フォトニック集積回路は通常、情報信号において、光波（特に可視光か、赤外線の近くの850nm-1650nm）によって機能するということである。